# Enrique Planas
Enrique Joaquín Planas Ravenna (Lima, 20 de octubre de 1970) es un escritor y periodista cultural peruano, seleccionado por la Feria Internacional del Libro de Guadalajara 2011 como uno de los 25 secretos mejor guardados de la literatura latinoamericana.

## Historia
Planas realizó sus estudios escolares en Lima, en el colegio La Salle y siguió la carrera de Comunicación Social en la Universidad Nacional Mayor de San Marcos, de la que egresó en 1993. 
En abril de 2011, Planas incursionó como curador con un proyecto multidisciplinario denominado El tesoro de la juventud. Homenaje a 'Los inocentes' de Oswaldo Reynoso, q ue combinó literatura y artes visuales para el Centro Cultural de España en Lima, convocando a un grupo de artistas iberoamericanos para rendir homenaje al escritor arequipeño en el 50 aniversario del citado libro de cuentos. Participaron los españoles Fernando Vicente (ilustrador) y Carmela García (fotógrafa), el caricaturista argentino REP, así como los artistas visuales peruanos Christian Bendayán, Haroldo Higa, Piero Quijano, Jesús Ruiz Durand, entre otros. Esta exposición fue complementada con un libro que junto al catálogo de las obras participantes reunió los ensayos del español Hernán Migoya, del peruano Juan Morillo y del propio Planas.
Ha sido docente en las universidades peruanas Católica, en cuyo Centro Cultural dicta un taller de literatura, y de Ciencias Aplicadas. 
Planas ejerce también el periodismo, fue editor de la página cultural del diario El Sol (1996-2000) y de la revista Caretas (2000-2001). Desde el 2001, trabaja como periodista cultural de El Comercio, donde además tiene una columna semanal. 
Debutó en el género novelístico con Orquídeas del Paraíso (1996); su adaptación ganó en 1999 el premio del IV Festival de Teatro Peruano Norteamericano, organizado por el Instituto Cultural Peruano Norteamericano. La segunda edición de esta novela (Norma, 1999) fue ilustrada por Bendayán. Su segunda novela Alrededor de Alicia (1999) fue galardonada con el Premio de Novela Corta Julio Ramón Ribeyro por el Banco Central de Reserva.
Planas es reconocido como uno de los narradores peruanos más destacados de la generación de 1990. Sus novelas tienen en común atmósferas opresivas, narraciones fragmentarias, conflictos de identidad e indagaciones en la condición femenina. En 2011, celebrando su cuarto de siglo, la Feria Internacional del Libro de Guadalajara lo incluyó en su lista de los 25 secretos mejor guardados de la literatura latinoamericana.

## Obras
- Orquídeas del Paraíso, novela, Editorial Los Olivos, 1996 (Norma, 2009)
- Alrededor de Alicia, novela, BCR, 1999
- Puesta en escena, novela, Alfaguara, 2002
- Lecciones de vuelo, ultraligera memoria de Gastón Garreaud, biografía, Estruendomudo, 2007
- Selección peruana, cuentos, Estruendomudo
- Otros lugares de interés, novela, Alfaguara, 2010
- El tesoro de la juventud. Homenaje a 'Los inocentes' de Oswaldo Reynoso, ensayos, Estruendomudo y Centro Cultural de España, 2011
- Miedo al agua, relato de terror, QG-Correo, 2012
- Alergia al sol, cuento, QG-Correo, 2012
- KimoKawaii (Mapa de las lenguas), novela, Literatura Random House, 2016